# Nangman doctor Kim Sa-bu
Nangman doctor Kim Sa-bu (낭만닥터 김사부?, Nangman dakteo Gim Sa-buLR, lett. Il romantico dottore Kim Sa-bu; titolo internazionale Romantic Doctor, Teacher Kim) è una serie televisiva sudcoreana trasmessa su SBS dal 7 novembre 2016.
La serie è stata un successo commerciale e ha registrato il 20% di share, ricevendo recensioni positive per la trama e l'interpretazione di Han Suk-kyu.

## Trama

### Prima stagione
La storia di Boo Yong-joo, un geniale chirurgo esperto di chirurgia generale, cardiochirurgia e neurochirurgia, che una volta era al vertice del suo campo e lavorava presso l'ospedale più importante di Seul, il Geodae. Dopo un incidente traumatico, scompare e cambia il suo nome in Kim Sa-bu per lavorare in un piccolo ospedale di nome Doldam, nella provincia di Gangwon. Qui insegna a Kang Dong-joo e Yoon Seo-jung a diventare dei grandi dottori, e a combattere contro il potere e il denaro per il bene dei pazienti.

### Seconda stagione
Kim Sa-bu viene al Geosan University Hospital per reclutare un chirurgo generale. Trova Seo Woo-jin, un medico con un passato travagliato che viene ostracizzato dai suoi colleghi dottori e gli offre il lavoro. Nel frattempo, Cha Eun-jae viene sospeso dopo aver commesso un altro errore nella sala operatoria e non ha altra scelta che seguire i due medici all'ospedale di Doldam.

## Personaggi

### Principali
- Kim Sa-bu/Boo Yong-joo, interpretato da Han Suk-kyu (stagioni 1-2)
Il suo vero nome è Boo Yong-joo, è l'unico chirurgo in Corea che ha conseguito la certificazione tripla in chirurgia generale, cardiochirurgia e neurochirurgia. Dopo la morte del suo allievo all'ospedale Geodae, si isola e si trasferisce nell'ospedale Doldam per diventare il capo chirurgo lì.
- Kang Dong-joo, interpretato da Yoo Yeon-seok e Yoon Chan-young (da bambino, stagioni 1)
Intelligente e dotato di ottime capacità, ha un forte desiderio di successo, ma non ha una garanzia a causa della sua scarsa esperienza familiare. Viene trasferito all'ospedale Doldam a causa del suo fallito intervento chirurgico su un VIP, che è stata un'opportunità per lui di eccellere.
- Yoon Seo-jung, interpretata da Seo Hyun-jin (stagioni 1)
Ha un forte desiderio di essere riconosciuta più di chiunque altro. Si lascia influenzare dalla romantica confessione di Dong-joo e si sente in colpa dopo la morte del suo fidanzato. Scompare dall'ospedale di Geodae e viene salvata da Kim Sa-bu dopo essersi ferita. Diventa quindi un medico dell'ospedale Doldam.
- Seo Woo-jin, interpretato da Ahn Hyo-seop (stagioni 2)
Un compagno di chirurgia generale del secondo anno. Quando era giovane, è quasi morto quando i suoi genitori si sono suicidati. Da allora ha lottato per sopravvivere, facendo lavori part-time per pagare i suoi studi di medicina e ripagare il debito della sua famiglia. È stato licenziato da due ospedali, prima perché era stato etichettato come un informatore dopo aver testimoniato contro il suo mentore, poi perché false voci sui suoi lavori a tempo parziale continuavano a circondarlo. In cerca di denaro, alla fine accetta l'offerta di lavoro dell'insegnante Kim, ma quest'ultimo non è più sicuro dei motivi di Woo-Jin. È innamorato di Eun jae dalla scuola di medicina, ma l'ha tenuto segreto.
- Cha Eun-jae, interpretata da Lee Sung-kyung (stagioni 2)
Un compagno di chirurgia cardiotoracica del secondo anno. Era una delle migliori studentesse della facoltà di medicina, spesso in competizione con Woo-jin con cui aveva una relazione complicata, ma non sopporta di fare un intervento chirurgico senza vomitare o addormentarsi quando prende medicine. È quindi sospesa e deve lavorare per la maestra Kim prima di poter tornare all'ospedale principale. Si rende conto del suo amore per il corteggiamento alla fine della serie.
- Park Min-gook, interpretato da Kim Joo-hun (stagioni 2)
Un professore di chirurgia generale e il nuovo direttore dell'ospedale Doldam. Una volta è fuggito da un incidente d'autobus mentre il Maestro Kim stava rischiando la vita per salvare una persona incosciente e da allora ha deciso di superare le capacità del medico.

### Secondari

#### Personale del Doldam Hospital
- Yeo Woon-young, interpretato da Kim Hong-pa (stagioni 1-2)
Direttore dell'ospedale di Doldam. Un medico orgoglioso, ma ha perso la motivazione dopo la morte di sua moglie.
- Oh Myeong-shim, interpretata da Jin Kyung (stagioni 1-2)
Capo delle infermiere. Una donna con un forte senso del dovere in grado di tenere testa a Kim Sa-bu.
- Jang Gi-tae, interpretato da Im Won-hee (stagioni 1-2)
Direttore esecutivo dell'ospedale Doldam.
- Nam Do-i, interpretato da Byun Woo-min (stagioni 1-2)
Un anestesista freelance e proprietario di un ristorante.
- Park Eun-tak, interpretato da Kim Min-jae (stagioni 1-2)
Infermiere all'sopedale di Doldam, è curioso e ha una cotta per Yeon-hwa.
- Woo Yeon-hwa, interpretata da Seo Eun-su (stagioni 1)
Un membro dello staff nell'ospedale di Doldam, dopo essere stata ricoverata in ospedale, lavora lì per pagare le spese ospedaliere. Scompare per un po' dall'ospedale dopo un incidente di salvare un paziente. Più tardi, torna come dottore e rivela di essere un chirurgo generale.
- Bae Moon-jeong, interpretato da Shin Dong-wook (stagioni 2)
Uno specialista in chirurgia ortopedica. Era senior di Woo-jin ed Eun-jae alla scuola di medicina e ha iniziato a lavorare all'ospedale di Doldam un mese prima dell'arrivo dei suoi junior.
- Yoon Ah-reum, interpretata da So Joo-yeon (stagioni 2)
Un residente di medicina d'urgenza del quarto anno. Ha una personalità brillante e si è candidata all'ospedale Doldam dopo aver visto l'insegnante Kim aiutare i pazienti nel pronto soccorso dell'ospedale universitario di Geosan.
- Jeong In-soo, interpretato da Yoon Na-moo (stagioni 2)
Un residente di medicina d'urgenza del quarto anno. Ha una personalità brillante e si è candidata all'ospedale Doldam dopo aver visto l'insegnante Kim aiutare i pazienti nel pronto soccorso dell'ospedale universitario di Geosan.
- Uhm Hyun-jung, interpretata da Jung Ji-ahn (stagioni 2)
Un'infermiera del pronto soccorso.
- Joo Young-mi, interpretata da Yoon Bo-ra (stagioni 2)
Un'infermiera del pronto soccorso. Di recente ha iniziato a lavorare all'ospedale Doldam.
- Signore Gu, intrepretato da Lee Gyu-hoo (stagioni 2)
Un inserviente che fa anche da guardia quando ci sono pazienti agitati o persone in ospedale.
- Capo Lee, interpretato da Kim Yong-jin (stagioni 2)
Capo dell'amministrazione all'ospedale di Doldam.

#### Personale  dell'ospedale universitario di Geosan (prima stagione)
- Do Yoon-wan, interpretato da Choi Jin-ho
Direttore dell'ospedale Geodae. Non un grande dottore, ma bravo nel gestire l'ospedale e con eccellente potere politico.
- Do In-bum, interpretato da Yang Se-jong
Figlio di Yoon-wan. Stava nello stesso college e classe di Dong-joo. Vorrebbe essere riconosciuto come il padre. Si sente inferiore a Dong-joo che ha ottime capacità senza avere un background.
- Song Hyun-cheol, interpretato da Jang Hyuk-jin
Capo dei chirurghi all'ospedale di Geodae. Proveniente da una famiglia povera e ha un forte desiderio di successo.
- Presidente Shin, interpretato da Joo Hyun
Proprietario del Casinò Jungsun e presidente segreto dell'ospedale Geodae.
- Jeong In-soo, interpretato da Yoon Na-moo

#### Personale di Park Min-gook (seconda stagione)
- Yang Ho-joon, interpretato da Go Sang-ho
Un compagno di chirurgia generale del terzo anno. È l'assistente del chirurgo al Park Min-gook. Anche se Ho-joon lo teme, la sua lealtà nei confronti di Min-gook lo ha portato a seguire il dottore all'ospedale di Doldam.
- Shim Hye-jin, interpretata da Park Hyo-joo
Un professore di anestesia all'ospedale universitario di Geosan. È una donna autorevole ma gentile che ha vissuto la morte e la sofferenza nella sua vita.
- Heo Yeong-gyoo, interpretata da Bae Myung-jin
Un'infermiera all'ospedale universitario di Geosan.

#### Persone alla fondazione (seconda stagione)
- Do Yoon-wan, interpretato da Choi Jin-ho
Presidente della fondazione dell'Università di Geosan. Dopo la morte di Shin Myung-ho, Yoon-wan fece il suo ritorno tre anni dopo essersi ritirato dalla professione nella prima stagione. Sebbene non sia eccezionale come medico, le sue capacità politiche sono riconosciute e intende usarle per modellare il Doldam Hospital nel modo in cui lo prevede.
- Song Hyeon-cheol, interpretato da Jang Hyuk-jin
Capo di chirurgia presso l'ospedale universitario di Geosan.

#### Altri personaggi
- Kim Jeong-yeong interpreta la mamma di Dong-joo.(stagioni 1)
- Seo Young interpreta l'assistente del presidente Shin.(stagioni 1)
- Kim Bo-jung interpreta una infermiera (stagioni 1)
- Lee Kyu-ho interpreta Mr. Goo (stagioni 1)
- Lee Chae-eun interpreta una infermiera (stagioni 1)
- Lee Cheol-min interpreta Kang Seung-ho, padre di Ah-run e colui che cerca di uccidere Yoon Seo-jung (episodi 7-8, stagioni 1)
- Lee Myung-haeng interpreta psicoterapista (episodi 8-9, stagioni 1)
- Shin Seung-hwan interpreta scrittore di Webtoon, paziente all'ospedale Doldam (episodi 9-10, stagioni 1)
- Park Seung-tae interpreta un paziente (episodio 10, stagioni 1)
- Kim Joon-won interpreta l'ispettore Choi (stagioni 1)
- Kim Da-woo interpreta la figlia dell'ispettore Choi (stagioni 1)
- Lee Kang-uk interpreta un paziente, l'autista che causa una collisione di sei persone guidando ubriaco (stagioni 1)
- Kang Eui-sik interpreta Park Joo-hyuk, il soldato in fuga (stagioni 1)
- Han Kab-soo interpreta il padre di Park Joo-hyuk (stagioni 1)
- Son Yeong-Soon interpreta la moglie di un paziente (stagioni 1)
- Park Yeong-soo interpreta il direttore generale del dipartimento del centro di controllo delle malattie
- Park Doo-shik interpreta il fidanzato di Soo-jung (episodi 13-14, stagioni 1)
- Jeon Min-seon (stagioni 1)
- Jung Soo-hwan interpreta uno studente del liceo (stagioni 1)
- Kim Se-joon interpreta un paramedico che trasferisce i pazienti all'ospedale Doldam (stagioni 1)
- Kim Min-sang interpreta reporter Oh Sung-jae (episodi 16-17, stagioni 1)
- Lee Jae-woo interpreta Ahn woo-yeol (episodi 16-17, stagioni 1)
- Kim Ji-eun interpreta la segretaria del presidente Do Yoon-wan (stagioni 1)
- Lim Cheol-soo interpreta strozzino (stagioni 2)
- Kim Jong-tae interpreta professore Oh (stagioni 2)
- Kang Yoo-seok interpreta Joon Young (stagioni 2)
- Kim Jin interpreta Choi Soon-young (stagioni 2)
- Lee Ji-hyun interpreta la mamma di Soon-young (stagioni 2)
- Kwon Hyeok-soo interpreta signore Ryu (stagioni 2)
- Kim Dong-hyun interpreta un marito violento (stagioni 2)

### Apparizioni speciali
- Tae In-ho interpreta il Dr. Moon Tae-hwa (episodio 1, stagioni 1)
- Moon Ji-in interpreta l'amica di Yoon Seo-jung (episodio 1, stagioni 1)
- Hwang Chan-sung interpreta Young Gyun (episodi 8, 11-12, stagioni 1)
- Kim Hye-eun (episodi 14-18, stagioni 1)
- Kim Hye-soo interpreta Dr. Lee Young-jo (episodi 20-21, stagioni 1)[6]
- Joo Hyun interpreta Shin Myung-ho (episodio 1, stagioni 2)
- Yang Se-jong interpreta Do In-beom (episodio 10, 14 e 15, stagioni 2)
- Jung Hyeon-jun interpreta il figlio di Lee Dong-woo (episodio 13, stagioni 2)
- Jeong Bo-seok interpreta il padre di Bae Moon-jeong (episodi 15-16, stagioni 2)
- Seo Young interpreta il manager Joo (episodi 15-16, stagioni 2)
- Kim Hye-eun interpreta Shin Hyun-jung (episodi 16, stagioni 2)

## Produzione
La prima lettura della sceneggiatura è avvenuta il 13 settembre 2016, presso gli SBS Ilsan Production Studios di Goyang, nella provincia di Gyeonggi, Corea del Sud. Le riprese sono iniziate il 23 settembre.

## Ascolti
| Episodio | Titolo                                                                         | Data di trasmissione | Dati TNMS           | Dati TNMS                  | Dati AGB            | Dati AGB                   |
| Episodio | Titolo                                                                         | Data di trasmissione | A livello nazionale | Area metropolitana di Seul | A livello nazionale | Area metropolitana di Seul |
| -------- | ------------------------------------------------------------------------------ | -------------------- | ------------------- | -------------------------- | ------------------- | -------------------------- |
| 1        | Come mettere un elefante nel frigorifero (코끼리를 냉장고에 잡어넣는 법)       | 7 novembre 2016      | 9,5%                | 12,1%                      | 9,5%                | 10,5%                      |
| 2        | Gli ultimi giorni di ipersecrezione di adrenalina (아드레날린 과다분비의 말로) | 8 novembre 2016      | 8,7%                | 11,2%                      | 10,8%               | 11,7%                      |
| 3        | Il venerdì delle tredici persone (13人의 금요일)                               | 14 novembre 2016     | 12,5%               | 16,1%                      | 12,4%               | 13,2%                      |
| 4        | Condizione necessaria e sufficiente (필요충분조건)                             | 15 novembre 2016     | 13,1%               | 16,8%                      | 13,8%               | 14,9%                      |
| 5        | Principio relativo (상대적 원칙주의)                                           | 21 novembre 2016     | 15,2%               | 18,2%                      | 16,5%               | 17,9%                      |
| 6        | Motivazione (동기부여)                                                         | 22 novembre 2016     | 17,4%               | 20,6%                      | 18,9%               | 20,3%                      |
| 7        | Fattore ansioso (불안 요소)                                                    | 28 novembre 2016     | 16,5%               | 20,3%                      | 18,8%               | 20,4%                      |
| 8        | Manifestazione di pietà filiale (효머니즘의 발로)                              | 29 novembre 2016     | 19,5%               | 23,4%                      | 21,7%               | 23,3%                      |
| 9        | Il confine del bene (선의 경계)                                                | 5 dicembre 2016      | 18,8%               | 22,8%                      | 20,4%               | 22,3%                      |
| 10       | CRUSH                                                                          | 6 dicembre 2016      | 20,9%               | 24,5%                      | 22,8%               | 24,7%                      |
| 11       | Entropia psicologica (심리적 엔트로피)                                         | 12 dicembre 2016     | 20,0%               | 24,2%                      | 21,6%               | 23,0%                      |
| 12       | Punto d'ebollizione (비등점)                                                   | 13 dicembre 2016     | 21,6%               | 24,9%                      | 23,8%               | 25,8%                      |
| 13       | L'arte del disturbo (소동의 미학)                                              | 19 dicembre 2016     | 19,7%               | 24,0%                      | 22,6%               | 24,8%                      |
| 14       | Effetto paragonimiasi (파라고니미아시스 효과)                                  | 20 dicembre 2016     | 21,6%               | 26,0%                      | 22,9%               | 24,6%                      |
| 15       | La sindrome della pietra angolare (모난돌 증후군)                              | 27 dicembre 2016     | 20,6%               | 24,9%                      | 23,7%               | 25,6%                      |
| 16       | Il peso del rischio (위험부담)                                                 | 2 gennaio 2017       | 19,5%               | 23,0%                      | 22,1%               | 23,2%                      |
| 17       | Moment of Truth                                                                | 3 gennaio 2017       | 21,9%               | 25,6%                      | 25,1%               | 26,9%                      |
| 18       | Che tu lo voglia o no (원하든 원하지않든)                                      | 9 gennaio 2017       | 23,4%               | 27,7%                      | 26,0%               | 27,9%                      |
| 19       | Persone rette e persone rette (의인과 의인)                                    | 10 gennaio 2017      | 22,2%               | 25,7%                      | 26,7%               | 28,9%                      |
| 20       | La legge della conversazione romantica (낭만 보존의 법칙)                      | 16 gennaio 2017      | 24,7%               | 28,4%                      | 27,6%               | 29,0%                      |
| Media    | Media                                                                          | Media                | 18,4%               | 22,0 %                     | 20,4%               | 21,9%                      |
| Speciale | Appendice, l'inizio di tutto (APPENDIX 그 모든 것의 시작)                      | 17 gennaio 2017      | 23,1%               | 27,4%                      | 27,0%               | 28,7%                      |

| Episodio | Parte | Data di trasmissione | Titolo                                       | Dati AGB            | Dati AGB                   | Dati TNMS           |
| Episodio | Parte | Data di trasmissione | Titolo                                       | A livello nazionale | Area metropolitana di Seul | A livello nazionale |
| -------- | ----- | -------------------- | -------------------------------------------- | ------------------- | -------------------------- | ------------------- |
| 1        | 1     | 6 gennaio 2020       | Rainmaker                                    | 10,8%               | 11,4%                      | 10,2%               |
| 1        | 2     | 6 gennaio 2020       | Rainmaker                                    | 14,9%               | 15,5%                      | 13,3%               |
| 2        | 1     | 7 gennaio 2020       | Meccanismo degli incidenti                   | 13,2%               | 14,3%                      | 12,6%               |
| 2        | 2     | 7 gennaio 2020       | Meccanismo degli incidenti                   | 18,0%               | 19,3%                      | 17,0%               |
| 3        | 1     | 13 gennaio 2020      | Valore di impostazione non definito          | 11,3%               | 11,8%                      | 11,4%               |
| 3        | 2     | 13 gennaio 2020      | Valore di impostazione non definito          | 17,2%               | 17,7%                      | 16,6%               |
| 4        | 1     | 14 gennaio 2020      | Utilizzo del conflitto                       | 15,4%               | 15,8%                      | 14,4%               |
| 4        | 2     | 14 gennaio 2020      | Utilizzo del conflitto                       | 19,9%               | 20,6%                      | 18,2%               |
| 5        | 1     | 20 gennaio 2020      | Un venerdì sera vivente                      | 14,8%               | 15,1%                      | 13,7%               |
| 5        | 2     | 20 gennaio 2020      | Un venerdì sera vivente                      | 17,6%               | 18,0%                      | 17,1%               |
| 6        | 1     | 21 gennaio 2020      | Placebo                                      | 15,5%               | 15,9%                      | 15,1%               |
| 6        | 2     | 21 gennaio 2020      | Placebo                                      | 18,6%               | 18,9%                      | 18,2%               |
| 7        | 1     | 27 gennaio 2020      | La linea che dovrebbe essere protetta...     | 13,0%               | 13,7%                      | 11,8%               |
| 7        | 2     | 27 gennaio 2020      | La linea che dovrebbe essere protetta...     | 18,0%               | 18,3%                      | 16,8%               |
| 8        | 1     | 28 gennaio 2020      | Passeggiata di rispetto                      | 16,5%               | 17,0%                      | 15,8%               |
| 8        | 2     | 28 gennaio 2020      | Passeggiata di rispetto                      | 20,7%               | 20,9%                      | 19,5%               |
| 9        | 1     | 3 febbraio 2020      | Trauma                                       | 14,4%               | 15,3%                      | 14,9%               |
| 9        | 2     | 3 febbraio 2020      | Trauma                                       | 18,2%               | 18,5%                      | 18,0%               |
| 10       | 1     | 4 febbraio 2020      | Gli effetti di un'adeguata quantità di ansia | 17,7%               | 18,5%                      | 16,7%               |
| 10       | 2     | 4 febbraio 2020      | Gli effetti di un'adeguata quantità di ansia | 20,8%               | 21,8%                      | 19,3%               |
| 11       | 1     | 10 febbraio 2020     | Limiti minimi                                | 17,7%               | 18,9%                      | 16,7%               |
| 11       | 2     | 10 febbraio 2020     | Limiti minimi                                | 20,8%               | 21,5%                      | 18,6%               |
| 12       | 1     | 11 febbraio 2020     | Un errore di scambio di equivalenti          | 17,4%               | 17,8%                      | 16,4%               |
| 12       | 2     | 11 febbraio 2020     | Un errore di scambio di equivalenti          | 21,9%               | 22,1%                      | 18,8%               |
| 13       | 1     | 17 febbraio 2020     | Meccanismo di difesa                         | 18,0%               | 19,3%                      | 16,6%               |
| 13       | 2     | 17 febbraio 2020     | Meccanismo di difesa                         | 22,7%               | 23,9%                      | 19,0%               |
| 14       | 1     | 18 febbraio 2020     | Dislessia selettiva                          | 19,3%               | 20,2%                      | 18,2%               |
| 14       | 2     | 18 febbraio 2020     | Dislessia selettiva                          | 23,4%               | 23,8%                      | 21,6%               |
| 15       | 1     | 24 febbraio 2020     | Rapporto; Relazione di fiducia               | 19,4%               | 20,8%                      | 18,5%               |
| 15       | 2     | 24 febbraio 2020     | Rapporto; Relazione di fiducia               | 23,7%               | 24,5%                      | 22,2%               |
| 16       | 1     | 25 febbraio 2020     | Legge di Koi                                 | 21,1%               | 21,9%                      | 20,6%               |
| 16       | 2     | 25 febbraio 2020     | Legge di Koi                                 | 25,4%               | 25,6%                      | 23,1%               |
| 16       | 3     | 25 febbraio 2020     | Legge di Koi                                 | 27,1%               | 27,2%                      | 24,4%               |
| Media    | Media | Media                | Media                                        | 18,3%               | 19,0%                      | 17,1%               |
| Media    | 1     | 30 dicembre 2019     | Nangman doctor Kim Sa-bu dopo 3 anni         | 5,6%                | 5,5%                       | 5,4%                |
| Media    | 2     | 30 dicembre 2019     | Nangman doctor Kim Sa-bu dopo 3 anni         | 7,6%                | 7,9%                       | 6,9%                |
| Media    | 3     | 30 dicembre 2019     | Nangman doctor Kim Sa-bu dopo 3 anni         | 5,3%                | 5,6%                       | 4,4%                |

## Colonna sonora

### Prima stagione
1. Romantic Doctor (Opening Title)
2. Always Okay (언제나 괜찮아) – Shin Yong-jae dei 4Men
3. Walking, Walking (New Ver.) (걷고, 걷고 (New Ver.)) – Jeon In-kwon
4. Because It's You (그대라서) – Lee Hyun
5. Forever Love – Haebin delle Gugudan
6. Mellow (Drama Ver.) – Daybreak
7. Today Was Better Than Yesterday (오늘은 어제보다 괜찮았지) – Lee Seok-hoon
8. In Place (제자리) – Young Man
9. Western Humanism
10. Lie
11. Rocking hotshot
12. Fresh morning
13. I am Not
14. Doctor Blues
15. Time of Wrath
16. Little More Cheer Up
17. Tension Around
18. I Miss You
19. Met You Again
20. Hope of Hospital
21. Doctor Kim Sa-bu (Ending Title)

### Seconda stagione
1. My Love (너를 사랑하고 있어) – Baekhyun di Exo
2. Your Day (너의 하루는 좀 어때) – Gummy
3. Go Away Go Away – Chanyeol di Exo e Punch
4. That's All (다 그렇지 뭐) – Heize
5. Love (사랑 이토록 어려운 말) – Yang Da-il
6. I Miss You (자꾸 더 보고싶은 사람) – Mamamoo
7. You Don't Know (모르시죠) – Monday Kiz
8. My Love (나의 그대) – Chungha

## Riconoscimenti
| Anno | Premio               | Categoria                                                              | Ricevente                    | Risultato       |
| ---- | -------------------- | ---------------------------------------------------------------------- | ---------------------------- | --------------- |
| 2016 | SBS Drama Awards     | Gran premio (Daesang)                                                  | Han Suk-kyu                  | Vincitore/trice |
| 2016 | SBS Drama Awards     | Gran premio (Daesang)                                                  | Seo Hyun-jin                 | Candidato/a     |
| 2016 | SBS Drama Awards     | Premio alla massima eccellenza, attore in un drama di genere o fantasy | Han Suk-kyu                  | Candidato/a     |
| 2016 | SBS Drama Awards     | Premio all'eccellenza, attore in un drama di genere                    | Yoo Yeon-seok                | Vincitore/trice |
| 2016 | SBS Drama Awards     | Premio all'eccellenza, attrice in un drama di genere                   | Seo Hyun-jin                 | Vincitore/trice |
| 2016 | SBS Drama Awards     | Premio all'eccellenza, attrice in un drama di genere                   | Jin Kyung                    | Candidato/a     |
| 2016 | SBS Drama Awards     | Premio speciale, attore in un drama di genere                          | Im Won-hee                   | Candidato/a     |
| 2016 | SBS Drama Awards     | Miglior coppia                                                         | Yoo Yeon-seok e Seo Hyun-jin | Vincitore/trice |
| 2016 | SBS Drama Awards     | Migliori dieci stelle                                                  | Han Suk-kyu                  | Vincitore/trice |
| 2016 | SBS Drama Awards     | Migliori dieci stelle                                                  | Seo Hyun-jin                 | Vincitore/trice |
| 2016 | SBS Drama Awards     | Premio nuova stella                                                    | Kim Min-jae                  | Vincitore/trice |
| 2016 | SBS Drama Awards     | Premio miglior bacio                                                   | Yoo Yeon-seok e Seo Hyun-jin | Vincitore/trice |
| 2017 | Baeksang Arts Awards | Miglior drama                                                          |                              | Candidato/a     |
| 2017 | Baeksang Arts Awards | Miglior regia                                                          | Yoo In-sik                   | Vincitore/trice |
| 2017 | Baeksang Arts Awards | Miglior sceneggiatura                                                  | Kang Eun-kyung               | Candidato/a     |
| 2017 | Baeksang Arts Awards | Miglior attore                                                         | Han Suk-kyu                  | Candidato/a     |
| 2017 | Baeksang Arts Awards | Miglior nuovo attore                                                   | Kim Min-jae                  | Candidato/a     |
| 2020 | Baeksang Arts Awards | Miglior nuovo attore (televisione)                                     | Ahn Hyo-seop                 | Vincitore/trice |